# Exnaboe

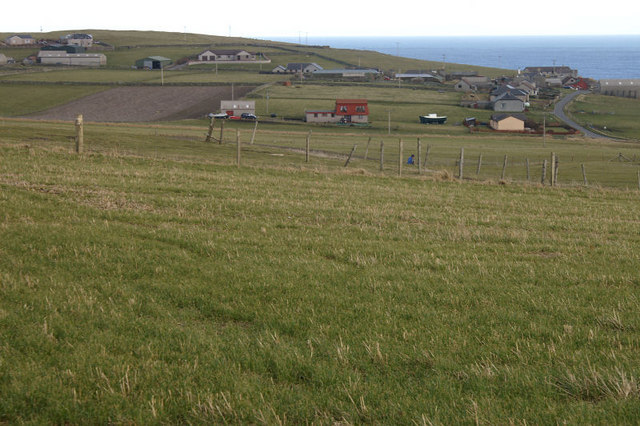
Blick auf Exnaboe von Westen

Exnaboe ist eine kleine Ortschaft, die in Schottland im Süden der Shetlandinseln liegt.

## Geographie
Exnaboe liegt im Süden von Mainland am nördlichen Ufer des Sees Pool of Virkie. Ortschaften in der Nähe sind Eastshore im Süden, North Town im Norden und Toab im Westen.

## Historisches
Im Rahmen der historischen Gliederung Schottlands in Civil Parishes zählt Exnaboe zu Dunrossness.